# Данилюк Артем Юрійович
Арте́м Ю́рійович Данилю́к (нар. 6 липня 2001, Рівне, Україна) — український футболіст, захисник аматорського клубу «Маяк» (Сарни).

## Життєпис

### Клубна кар'єра
Вихованець «Вереса», у футболці якого виступав в юнацьких змаганнях чемпіонату Рівненської області. Потім перейшов до «Карпат», за які з 2014 по 2018 рік виступав у ДЮФЛУ — 84 матчі, 6 голів. У 2018 році переведений до команди U-19, за яку виступав протягом двох сезонів — 34 матчі, 2 голи. Також провів 1 поєдинок за молодіжну команду «зелено-білих».
На початку вересня 2020 року повернувся у «Верес». У футболці рівненського клубу дебютував 20 березня 2021 року в переможному (2:0) домашньому поєдинку 17-го туру Першої ліги України проти житомирського «Полісся». Артем вийшов на поле на 80-ій хвилині, замінивши Віталія Дахновського. 
На літніх передсезонних зборах, після виходу команди до УПЛ Артем зазнав важкої травми та «випав» на тривалий термін. В підсумку за рівненський клуб провів тільки 5 офіційних матчів у чемпіонському 2020/21 сезоні.
У вересні 2022 року на правах орендної угоди перейшов до першолігового клубу «Буковина». Проте після 3-ох тижнів співпраці, на одному із тренуваннь знову зазнав важкої травми та «випав» на тривалий термін. Після успішного відновлення, Артем в складі чернівецької команди закріпився в ролі основного захисника та в підсумку в сезоні 2022/23 провів 10 офіційних матчів. В літнє міжсезоння 2023 року підписав з «Буковиною» повноцінний контракт, проте вже у зимове міжсезоння за обопільною згодою сторін покинув команду. Всього у футболці «жовто-чорних» Данилюк провів 28 матчів (у 2023/24 сезоні — 18 офіційних поєдинків в усіх турнірах), в яких відзначився двома результативними передачами.
У лютому 2024 року підписав контракт з першоліговим клубом із Сумщини: «Вікторія», а  у березні наступного року став гравцем клубу «Фенікс-Маріуполь».

### Кар'єра в збірній
Викликався на тренувальні збори до табору юнацької збірної України (U-16), в якій згодом провів 7 матчів.
У футболці юнацької збірної України (U-17) дебютував 16 серпня 2017 року в переможному (3:1) домашньому поєдинку проти однолітків з Естонії. Данилюк вийшов на поле в стартовому складі та відіграв увесь матч. Загалом за команду U-17 провів 20 поєдинків.
Також отримував виклик до команди (U-18). Дебютував у юнацькій збірній України (U-18) 2 травня 2019 року в програному (0:1) домашньому поєдинку проти однолітків з Туреччини. Артем у вище вказаному поєдинку вийшов на поле в стартовому складі. Загалом за команду вище вказаної вікової категорії зіграв 3 матчі.

## Досягнення
«Верес»
- Переможець Першої ліги України: 2020/21

«Карпати U-19»
- Бронзовий призер Юнацького чемпіонату України: 2018/19